# Nesobasis flavostigma
Nesobasis flavostigma är en trollsländeart som beskrevs av Donnelly 1990. Nesobasis flavostigma ingår i släktet Nesobasis och familjen dammflicksländor. Inga underarter finns listade i Catalogue of Life.